# Waltersleben
Waltersleben ist ein Ortsteil im äußeren Süden der thüringischen Landeshauptstadt Erfurt.

## Geografie
Waltersleben liegt in der Talsenke des Wiesenbachs, der nach Westen zur Gera bei Möbisburg fließt. Nördlich zwischen Waltersleben und Erfurt liegt der 350 Meter hohe Steigerwald, südlich der etwa gleich hohe Rockhäuser Berg. Das Dorf selbst liegt in 300 Metern Höhe. Nachbardörfer sind Möbisburg im Westen, Rhoda im Norden, Egstedt im Osten, Rockhausen im Südosten und Eischleben im Südwesten.

## Geschichte
Funde aus Jungsteinzeit und Bronzezeit belegen eine frühe Besiedlung der Walterslebener Flur. Waltersleben wurde 1227 erstmals urkundlich erwähnt. Im Mittelalter spielte der Waidanbau eine große Rolle. Das Bauerndorf war auch Erfurter Küchendorf und damit eng an die Stadt und deren kurfürstlich-mainzerische Herrschaft (Erfurter Staat) gebunden. So kam das Dorf 1802 bis 1806 und nach dem Wiener Kongress 1815 gemeinsam mit Erfurt an Preußen (Landkreis Erfurt). Am 1. Juli 1994 wurde es nach Erfurt eingemeindet.

### Einwohnerentwicklung
| Jahr      | 1843 | 1910 | 1939 | 1990 | 1995 | 2000 | 2005 | 2010 | 2015 | 2020 |
| --------- | ---- | ---- | ---- | ---- | ---- | ---- | ---- | ---- | ---- | ---- |
| Einwohner | 280  | 332  | 358  | 329  | 411  | 441  | 433  | 435  | 419  | 427  |

## Die Dorfkirche
Die ortsbildprägende evangelische Nikolaikirche wurde zu DDR-Zeiten baufällig, einsturzgefährdet  und seit 1975 nicht mehr genutzt. Die barocke Turmhaube wurde 1984 abgerissen und durch ein flaches Notdach ersetzt. Zur Jahrtausendwende gründete sich ein Projekt zum Erhalt der Kirche, welches sie in den folgenden Jahren -finanziert durch Spenden und öffentliche Mittel- umfassend wiederherstellte. Heute befindet sich im Kirchturm der kleine Sakralraum, Glastüren zum  Kirchenschiff -das jetzt das Dorfgemeinschaftshaus ist- können geöffnet werden. In einem Funktionsbau direkt neben der Kirche befindet sich die Ortsverwaltung.

## Wirtschaft und Verkehr

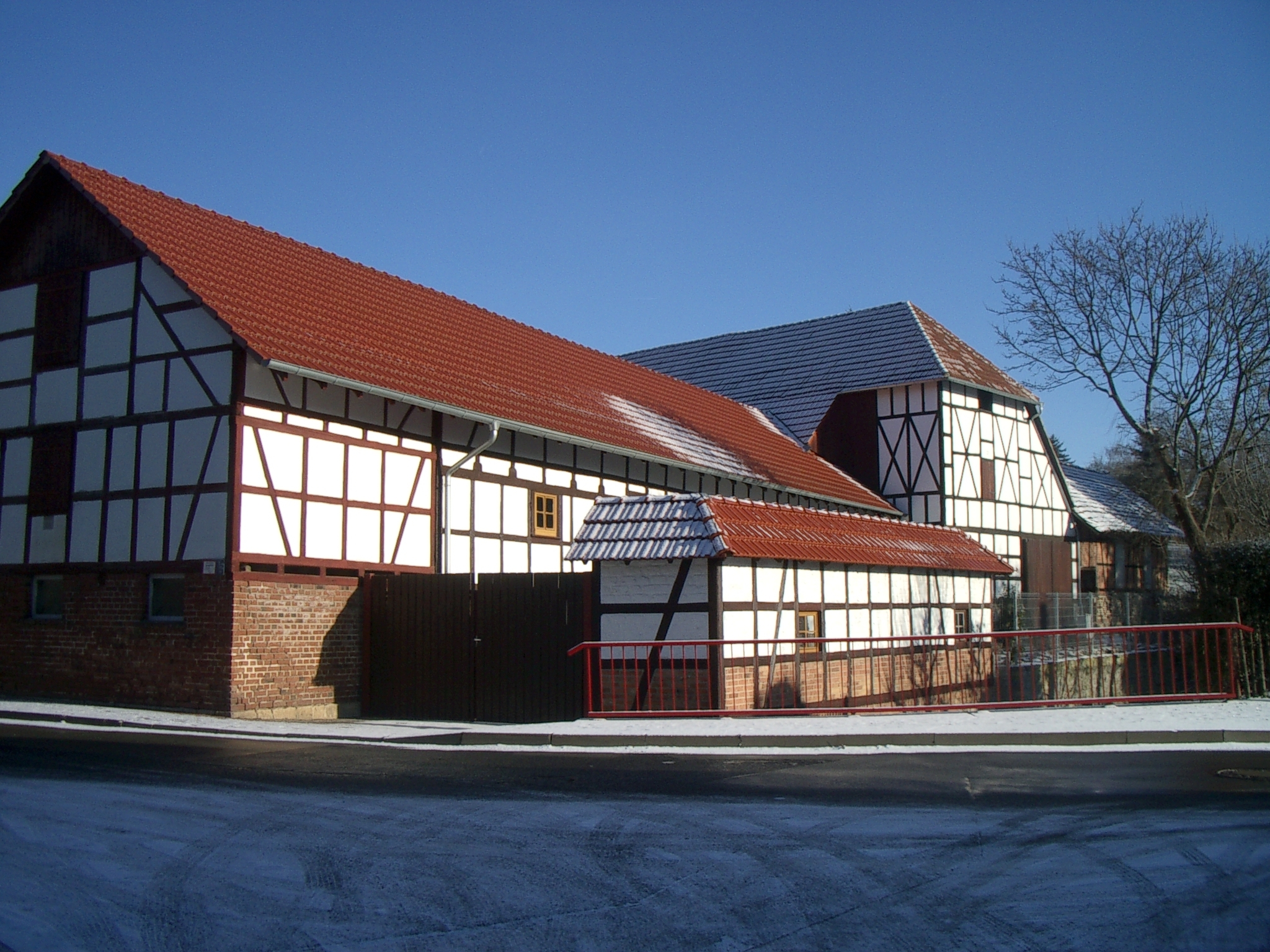
Fachwerkgehöft im Dorf

Größtes Gewerbebetrieb in Waltersleben ist das Höffner-Möbelhaus an der Autobahn. Weitere große Gewerbeansiedlungen gibt es nicht.
Waltersleben liegt an der Bundesstraße B 4, die etwa einen Kilometer südwestlich des Ortes an der Anschlussstelle Erfurt-West auf die Bundesautobahn A 4 führt. Weitere Straßen führen nach Möbisburg, Egstedt und Rockhausen. Stadtbusse der EVAG verkehren zum Busbahnhof in der Innenstadt.
"Windpark Möbisburg": 2006 wurden auf der Höhe zwischen Waltersleben, Möbisburg und der Autobahn 11 sehr große Windkraftanlagen errichtet, welche neben dem Höffner-Möbelhaus das Landschaftsbild oberhalb des Ortes beherrschen.

## Veranstaltungen
- Mai-Feuer der Freiwilligen Feuerwehr und des Feuerwehrvereins
- Tag der offenen Tür der Freiwilligen Feuerwehr
- Voltigierturnier des Reitsportvereins
- Ortschafts- und Kindersport-Fest

## Umgebung
- Erfurter Steigerwald: Landschaftsschutzgebiet seit 1940, nördlich von Waltersleben
- Ehemaliger Steinbruch und karstige Südhänge als Trockenrasenbiotop: an Straße zwischen Waltersleben und Möbisburg
- "Wiesenbach": idyllischer, von Laubbäumen gesäumter Wasserlauf zwischen Egstedt und Möbisburg

## Partnerschaft
Seit 1990 besteht eine Partnerschaft zu Heidesheim am Rhein.